# Liouvilleův teorém
Liouvilleův teorém je mechanický princip, který má uplatnění zejména ve statistické fyzice.
Teorém říká, že objem určité oblasti ve fázovém prostoru (tedy prostoru zobecněných souřadnic a hybností) se během pohybu (ten je dán Hamiltonovými rovnicemi) nemění, tento objem může pouze měnit svůj tvar.
Zobecněním principu je invariance fázového objemu vůči všem kanonickým transformacím (jednou z nich je právě pohyb).
Jeho důkaz pro jednu dimenzi vychází z jakobiánu a poissonových závorek. Při počítání objemu fázového prostoru v nových souřadnicích integrujeme:
{\displaystyle \int _{\Omega }\mathrm {d} P\mathrm {d} Q=\int _{\Omega }|J|\mathrm {d} p\mathrm {d} q=\int _{\Omega }|J|\mathrm {d} p\mathrm {d} q},
kde jakobián {\displaystyle J} lze zapsat pomocí Poissonových závorek a vyjde přesně jednička, protože jakobián v sobě obsahuje derivace starých proměnných ({\displaystyle P} a {\displaystyle Q}) podle nových ({\displaystyle p} a {\displaystyle q}):
{\displaystyle J={\frac {\partial Q}{\partial q}}{\frac {\partial P}{\partial p}}-{\frac {\partial P}{\partial q}}{\frac {\partial Q}{\partial p}}=\{Q,\,P\}|_{q,\,p}=1}.